# Something to Remember Me By: Three Tales
Something to Remember Me By: Three Tales è una raccolta di tre racconti dello scrittore canadese Saul Bellow, edita in volume singolo nell'autunno del 1991. Comprende, in ordine, The Bellarosa Connection, A Theft, già in precedenza pubblicati a parte in tascabili da Penguin Books, rispettivamente in dicembre e in marzo del 1989, e Something to Remember Me By, uscito in estratto sulla rivista "Esquire" nel 1990, che dà il titolo al volume.
I tre racconti sono presenti in italiano nel volume Romanzi, vol. II: 1960-2005, Mondadori, a cura di Guido Fink, 2008 (collana "I Meridiani" ISBN 978-88-04-55216-1).

## I tre racconti

### The Bellarosa Connection
Il racconto è un lungo dialogo tra Harry Fonstein, rifugiato ebreo in fuga dall'Europa nazista, e Sorella, sua moglie americana piuttosto obesa, a proposito dell'olocausto e della memoria, testimoniato da un narratore anonimo. Il titolo si riferisce all'impresario teatrale Billy Rose (1899-1966) che ha contribuito alla sua fuga, salvandolo dai nazisti tramite un'associazione segreta, ma che ora non vuole incontrare nessuno di quelli che ha aiutato. Un giorno a Gerusalemme, la moglie di Fonstein, che nel frattempo è diventato ricco, cerca però di costringerlo. Al suo rifiuto, non dice niente al marito. Alla fine il narratore, che ha incontrato l'anziana coppia ogni tanto a distanza di anni, vuole rivederla, ma scopre con una telefonata che ormai i due sono morti.
Il racconto è stato tradotto in italiano da Pier Francesco Paolini come Il circolo Bellarosa e pubblicato nel 1990 da Mondadori (collana "Omnibus" ISBN 88-04-33263-8); poi negli Oscar con introduzione di Claudio Gorlier, nel 1992 (ISBN 88-04-35617-0).

### A Theft
Bellow voleva pubblicarlo in una rivista come "The New Yorker", ma il suo agente non poté accontentarlo e trovò il modo di pubblicarlo come piccolo libro, direttamente in edizione tascabile
È il racconto di Clara Velde, una giornalista che si occupa di moda a New York alla quale viene rubato un prezioso anello di smeraldo. Questo le provoca una serie di crisi psicologiche, poiché lei dava un alto valore simbolico all'anello e lo collegava al proprio potere e alla propria riuscita professionale.
In italiano il racconto è uscito nella traduzione di Masolino d'Amico come La sparizione, pubblicato 1989 da Mondadori (coll. "Omnibus" ISBN 88-04-32427-9).

### Something to Remember Me By
In questo racconto, il protagonista Louie riflette su se stesso come avviene a molti personaggi in altre opere dell'autore. Qui, in particolare, mostra di non provare solidarietà verso se stesso, trovando ridicola la propria esistenza.
Bellow lesse il racconto ad Harvard per celebrare l'inizio della presidenza universitaria di Neil Leon Rudenstine.
In italiano il racconto è stato tradotto da Masolino d'Amico come L'iniziazione e pubblicato a sé nel 1992 da Mondadori (collana "Passepartout" ISBN 88-04-36509-9); poi negli Oscar con introduzione di Alessandra Calanchi nel 2010 (ISBN 978-88-04-58102-4).

## Edizione originale
- Saul Bellow, Something to Remember Me By: Three Tales, Viking Press, 1991.